# Proba gracilis
Proba gracilis är en insektsart som beskrevs av William Lucas Distant 1884. Proba gracilis ingår i släktet Proba och familjen ängsskinnbaggar. Inga underarter finns listade i Catalogue of Life.